# Секіхан
Секіхан, Червоний рис (яп. 赤飯) — традиційна японська страва,  рис, заправлений з бобами дрібної червоної квасолі. Червоний колір рису дають боби адзукі, з якими він і готується.

## Історія
Секіхан готують в Японії на особливі свята протягом усього року, до таких свят можна віднести: дні народження, весілля, «Сіті-го-сан» (традиційний фестиваль для дітей трьох, п'яти і семи років). В Японії червоний рис настільки тісно пов'язаний з святами, що фраза «нумо їсти секіхан!» приблизно дорівнює за змістом фразі «нумо святкувати!». Для свят цю страву стали використовувати саме через її колір, оскільки червоний колір в Японії символізує щастя.
В світі гейш секіхан грає важливу роль в церемонії полишення професії: ті гейші, які припускають можливість повернення в професію, наприклад, одружуючись, розсилають гостям коробки з секіханом, а ті, хто йде до кінця життя, розсилають простий білий рис .

## Сервірування
Найчастіше вживають секіхан відразу після приготування, ще гарячим. Традиційно цю страву вживають з гомасіо (суміш кунжуту з сіллю).